# Wilhelm Schwinning
Wilhelm Schwinning (* 20. August 1874 in Potsdam; † 1955) war ein deutscher Metallurg und Hochschullehrer an der TH Dresden von 1919 bis 1934.

## Leben
Er studierte an der TH Berlin. Während seines Studiums wurde er 1893 Mitglied der Sängerschaft Erato Dresden. Seine Promotion in Physik erfolgte 1898 an der Universität Rostock. Dann arbeitete er bei Richard Stribeck an der Zentralstelle für wissenschaftlich-technische Untersuchungen in der physikalisch-metallurgischen Abteilung in Neubabelsberg bei Berlin. 1909 wurde er Professor für Waffenkonstruktion und mechanische Technologie an der Militärtechnischen Akademie und Mitglied der Artillerieprüfungskommission. Nach deren Auflösung infolge des Versailler Vertrages 1919 wurde Schwinning auf einen ordentlichen Lehrstuhl für Metallurgie und Metallographie der TH Dresden berufen. 1933 wurde er vom NS-Regime suspendiert und 1934 endgültig aus unbekannten Gründen entlassen, obgleich er im November 1933 das Bekenntnis der deutschen Professoren zu Adolf Hitler unterzeichnete. Er ging nach Nanking in der Republik China, wo er im Rahmen der deutschen Waffenhilfe für Tschiang Kai-shek zusammen mit Carl Cranz ein Materialprüfungsinstitut für militärische Zwecke eröffnete.

## Privates
Schwinning war verheiratet und hatte zwei Söhne namens Helmut (1911–1995), Gründer der Alfred und Toni Dahlweid-Stiftung und Karl-Heinz. Er ist ein Nachkomme des Söldners Peter Hagendorf.

## Schriften
- Untersuchungen über Störungen durch thermatische Nachwirkung an Hitzdrahtgalvanometern und Vorschläge zur Beseitigung derselben, Rostock 1898 (= Diss.)
- Die Funkenphotographie, insbesondere die Mehrfach-Funkenphotographie in ihrer Verwendbarkeit zur Darstellung der Geschosswirkung im menschlichen Körper: nach von der Medizinabteilung des Königlich Preußischen Kriegsministeriums im Verein mit der Centralstelle für wissenschaftlich technische Untersuchungen in Neu-Babelsberg bei dieser vorgenommenen Versuchen / bearb. von F. Kranzfelder und Wilhelm Schwinning, Berlin 1903
- Landkrieg – III. Geschütze nebst Munition, b. Die technische Ausführung – Neukonstruktionen von Geschützen und Munition, in: Schwarte, Max (Hg.): Die Technik im Weltkriege, Berlin 1920, S. 72–81
- Konstruktion und Werkstoff der Geschützrohre und Gewehrläufe, Berlin 1934
- Die Entwicklung der Werkstofforschung im 20. Jahrhundert, Technikgeschichte, Bd. 28, edition sigma, Berlin 1939